# Daniel Mateiko
Daniel Mateiko (4 agosto 1998) è un mezzofondista keniota.

## Biografia
Nel 2021 arrivando terzo alla mezza maratona di Valencia con un tempo di 58'26" ha stabilito il nono tempo di sempre nella storia su questa distanza. Nel 2022 ha gareggiato sui 10000 m piani ai Mondiali, piazzandosi in ottava posizione.

## Palmarès
| Anno | Manifestazione  | Sede   | Evento        | Risultato | Prestazione | Note |
| ---- | --------------- | ------ | ------------- | --------- | ----------- | ---- |
| 2022 | Mondiali        | Eugene | 10000 m piani | 8º        | 27'33"57    |      |
| 2024 | Giochi Olimpici | Parigi | 10000 m piani | 11º       | 26'50"83    |      |

## Campionati nazionali
2019
- 5º ai campionati kenioti, 5000 m piani - 13'40"91

## Altre competizioni internazionali
2021
- Bronzo alla Mezza maratona di Valencia ( Valencia) - 58'07"
- Bronzo alla Mezza maratona di Copenaghen ( Copenaghen) - 59'25"

2022
- Bronzo alla Mezza maratona di Valencia ( Valencia) - 58'40"
- 6º alla Mezza maratona di Ras al-Khaima ( Ras al-Khaima) - 58'45"
- Argento alla Mezza maratona di Istanbul ( Istanbul) - 1h00'05"

2023
- Argento alla Mezza maratona di Ras al-Khaima ( Ras al-Khaima) - 58'49"

2024
- Oro al Prefontaine Classic ( Eugene), 10000 m piani - 26'50"81
- Bronzo alla Maratona di Valencia ( Valencia) - 2h04'24"
- Argento alla Mezza maratona di Valencia ( Valencia) - 58'17"